# L'Enfant de la honte
Pour plus de détails, voir Fiche technique et Distribution.
L'Enfant de la honte est un téléfilm de Claudio Tonetti diffusé en 2000.

## Synopsis
Une enfant de 8 ans assiste au meurtre de sa mère par son beau-père. Pour lui échapper, elle se réfugie chez ses grands-parents.

## Fiche technique
- Titre original : L'Enfant de la honte
- Réalisateur : Claudio Tonetti
- Scénariste : Soraya Meflah
- Dialogues et adaptation : Anne Flandrin
- Producteurs : Emile Assier, Nelly Kafsky, Elyane Legrand
- Musique du film : Gréco Casadesus
- Directeur de la photographie : Jacky Mahrer
- Distribution des rôles : Marie Legardeur et Mamade
- Création des costumes : Sylviane Combes
- Société de production : France 2, France 3 et Nelka Films
- Pays d'origine : France
- Genre : Film dramatique

 Sauf indication contraire, les informations mentionnées dans cette section peuvent être confirmées par la base de données cinématographiques IMDb,  présente dans la section « Liens externes ».

## Distribution
- Barbara Schulz : Éloïse
- Jean-Marc Thibault : Lucien
- Thomas Jouannet : Florian
- Juliette Lamboley : Éloïse enfant
- Eric Poulain : Antoine
- Jérémie Covillault : Julien
- Sonia Vollereaux : Annette Rostaing
- Olivier Saladin : Jules Letourneur
- Francis Perrin : Le préfet Joubain
- Pascale Roberts : Mady
- Maurice Barrier : Émile
- Annick Alane : Justine
- Marina Tomé : La nourrice
- Xavier Deluc : Louis Rostaing
- Jean Lescot : Me Peyrol
- Clothilde Baudon : Amélie
- Natalia Dontcheva : Claudette
- Gérard Bayle : Docteur Tavel
- Laurent Casanova : Policier 1914
- Isabelle Caubère : Madame Vivien
- Jean-Noël Cridlig-Veneziano : Julien enfant
- Stéphanie Fatout : L'infirmière
- Kevin Goffette : Florian enfant
- Olga Grumberg : Betty
- Anne Kreis : Mademoiselle Couret
- Julien Peny : Antoine jeune
- Michel Peyrelon : Maître Rivet